# Kinder Schokolade
Kinder Schokolade ist ein Süßwarenprodukt des italienischen Süßwarenherstellers Ferrero. Sie kam 1968 auf den deutschen Markt und wird in Italien, Deutschland und Belgien hergestellt. Erhältlich ist Kinder Schokolade mit 4, 8, 10 bzw. 24 einzeln verpackten Riegeln in einer 50-, 100- bzw. 125-Gramm-Packung oder einer 300-Gramm-Vorratsbox.

Produktlogo

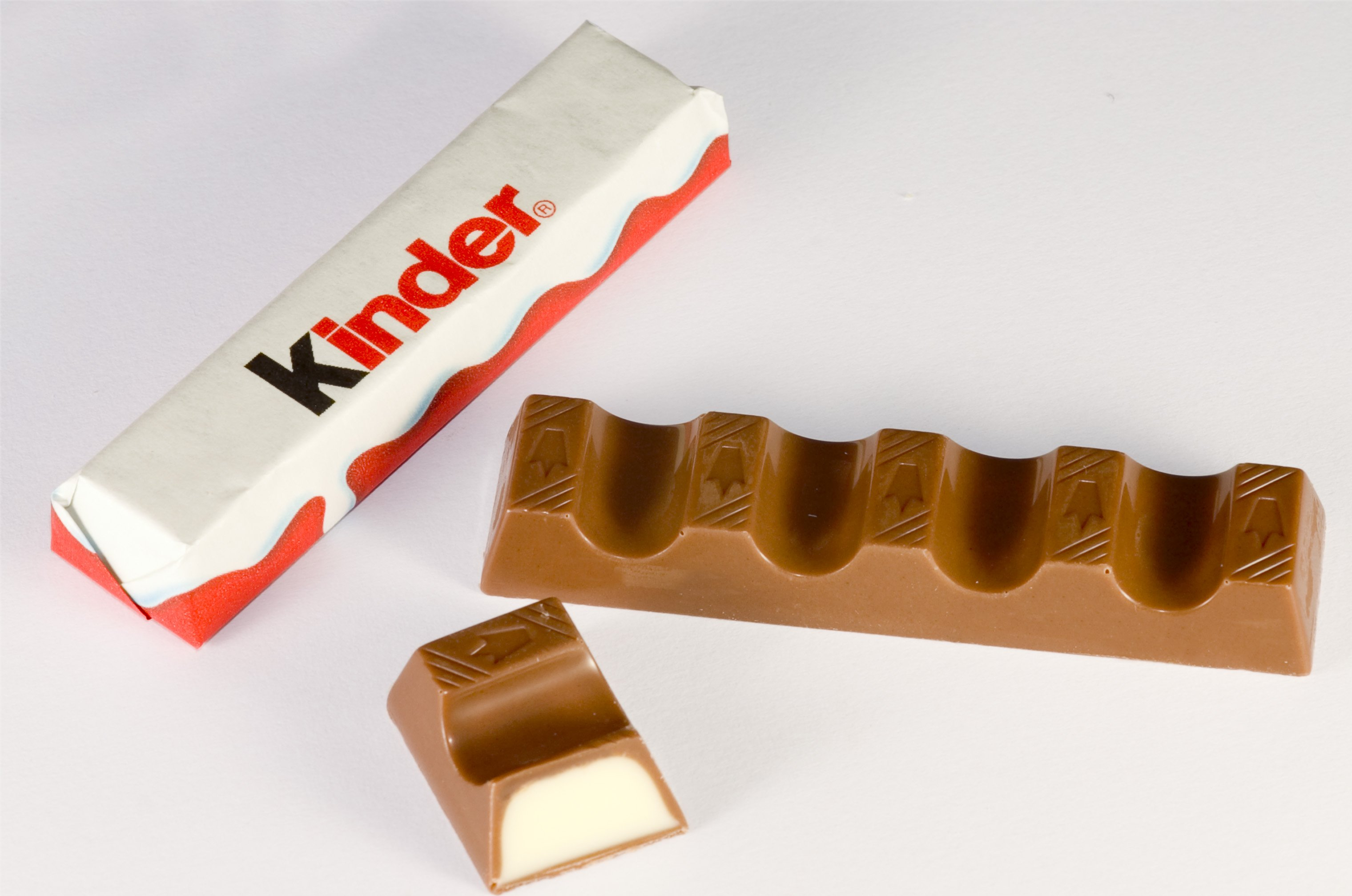
Die Kinder Schokolade

## Inhaltsstoffe
Kinder Schokolade besteht aus 40 % Vollmilchschokolade (Zucker, Vollmilchpulver, Kakaobutter, Kakaomasse, Emulgator Sojalecithin, Vanillin), Zucker, Magermilchpulver (18 %), Palmöl, Butterreinfett, Emulgator Sojalecithin und Vanillin.
| Nährwert                         | pro 100 g              |
| -------------------------------- | ---------------------- |
| Eiweiß                           | 8,7 g                  |
| Kohlenhydrate davon Zucker       | 53,5 g 53,3 g          |
| Fett davon gesättigte Fettsäuren | 35,0 g 22,6 g          |
| Energie                          | 566,0 kcal / 2360,6 kJ |
| Salz                             | 0,313 g                |

## Verwandte Produkte

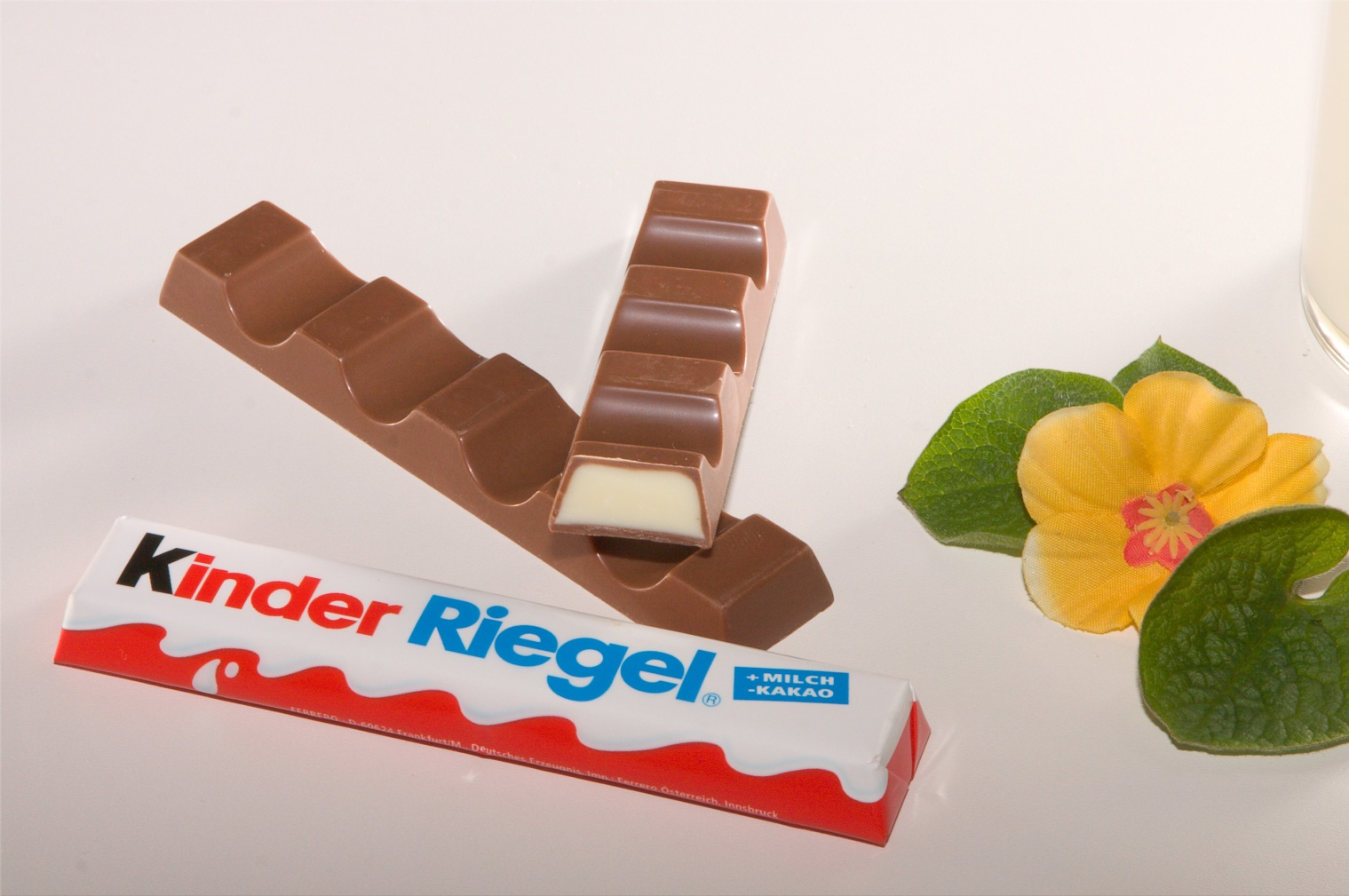
Der Kinder Riegel

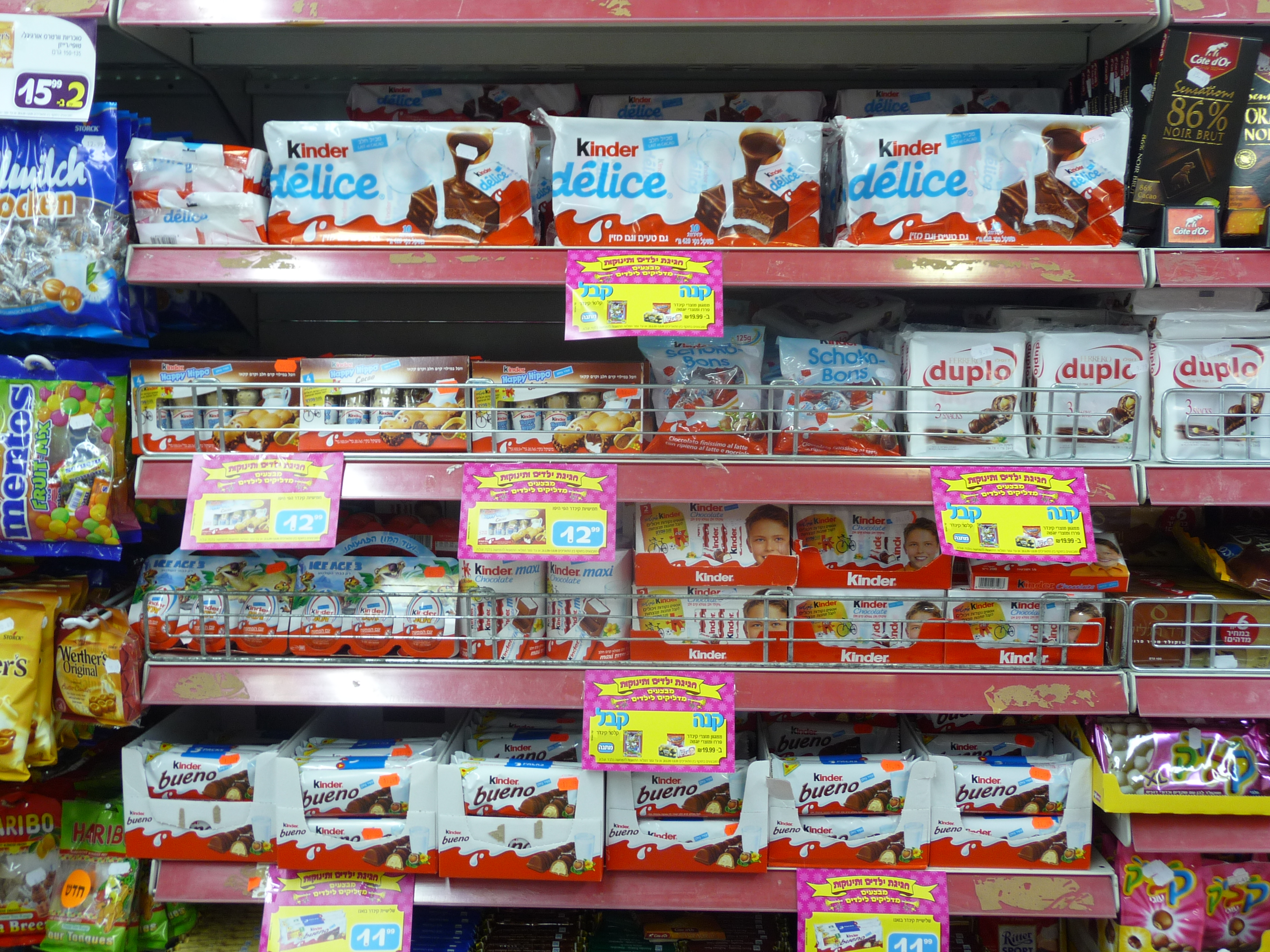
Sortiment

Der Kinder Schokolade sehr ähnlich ist der 1981 eingeführte Kinder Riegel. Der Riegel wird aus denselben Zutaten hergestellt, ist jedoch größer. Beide sind zusammen mit Kinder Happy Hippo, Kinder Choco Fresh, Kinder Pinguí, Kinder Schokobons, Kinder Milchschnitte, Kinder Country, Kinder Bueno, Kinder Joy, Kinder Überraschung, Kinder Maxi King, Kinder Cards, Kinder Duo, Kinder Délice und Kinder Paradiso Teil einer Reihe von Produkten von Ferrero, die mit der Bezeichnung „Kinder“ versehen wurden.

## Kritik
Das Unternehmen bewirbt sein Produkt als speziell für Kinder entwickelte Schokolade, die viel Milch enthalte und für Eltern leicht zu portionieren sei, da jeder Riegel einzeln verpackt sei. Tatsächlich handelt es sich beim Milchanteil nur um Milchpulver, und der Fettanteil ist höher als in gewöhnlicher Vollmilchschokolade. Zudem wird Ferrero vorgeworfen, in seiner Produktion (auch in der Kinder-Produktreihe) Kakao zu verwenden, welcher unter Verdacht steht, durch Kinderarbeit gewonnen zu werden. Ferrero weist in Stellungnahmen auf sein „Engagement gegen missbräuchliche Kinderarbeit“ hin, dementiert die Vorwürfe jedoch nicht.

## Das Gesicht auf der Verpackung
Anfangs wurde ein dunkelhaariger Junge mit hochgeschlossenem, weißem Hemd und einer roten Fliege auf der Verpackung abgebildet. Ab 1973 entsprach diese Abbildung nicht mehr der damaligen Mode. Der Junge, dessen Bild danach weltweit auf den Verpackungen der Schokolade zu sehen war, heißt Günter Euringer. Das Bild wurde mehrmals retuschiert, um den wechselnden Moden gerecht zu werden. Unter anderem wurden die Haare Euringers mehrmals verändert, einige kosmetische Retuschen durchgeführt, und in der letzten Fassung wurden Ohren hinzugefügt, die in den 1970er Jahren aufgrund des langen Kopfhaars noch nicht sichtbar waren. Wem diese Ohren gehören, ist nicht bekannt. Nach eigenen Aussagen erhielt Euringer 300 DM als einmaliges Honorar. 2005 wurde Euringers Gesicht auf der Packung durch ein anderes, moderner wirkendes Kindergesicht ersetzt, da das alte Bild nach Ansicht des Herstellers trotz der Nachbearbeitungen nicht mehr dem Zeitgeist entsprechen würde. Der Junge heißt Matteo Farneti. Diese Verpackungsdesignänderung stieß aber nicht nur auf Zustimmung. Später gab es eine Sonderedition mit dem „alten“ Gesicht. Auch das neue Gesicht wurde retuschiert. Man hat die anfangs rundlicher wirkende Gesichtsform schmaler gemacht, aus einem gelben Polohemd wurde eine blaue Kapuzenjacke. Seit Mai 2019 gibt es nun wieder ein neues Kindergesicht, das nur noch zur Hälfte zu sehen ist. Dieser Junge ist jetzt auch auf den einzelnen Riegeln abgebildet.
Im Mai 2016 wurden als Aktion im Vorfeld der Fußball-Europameisterschaft 2016 Bilder der Gesichter von Spielern der deutschen Fußballnationalmannschaft im Kindesalter auf der Verpackung platziert. In den sozialen Medien gab es bezüglich der Bilder von Jérôme Boateng und İlkay Gündoğan von Ferrero – das sich ausdrücklich davon distanzierte – als diskriminierend und xenophob zurückgewiesene Kommentare einzelner Anhänger der rechtspopulistischen Organisation Pegida.